# Dirty Dancing
Dirty Dancing er et romantisk drama fra 1987, instrueret af Emile Ardolino, skrevet af Eleanor Bergstein og medvirkende er Patrick Swayze, Jennifer Grey, Cynthia Rhodes, og Jerry Orbach. Filmen handler om den unge pige Baby, der under et familieophold i sommerferien indleder et forhold til den noget ældre danseinstruktør Johnny. Næsten en tredje af filmen består af dansescener, der er koreograferet af Kenny Ortega, som senere instruerede Disney Channel-filmen High School Musical fra 2006.
Udgangspunktet for filmen var et meget lavt budget, produceret af et nyt filmselskab og med hidtil ukendte skuespillere, men undtagelser af Orbach i en birolle, men det viste sig at Dirty Dancing blev en kæmpe succes, da den endte med at indtjene over 1,1 mia. kroner verdenen over Det var den første film til at sælge over 1 mio. videokopier, og Dirty Dancing soundtracket opnåede at få to multiplatinium albums og adskillige singler, der inkluderer hittet "(I've Had) The Time of My Life", som vandt både en  Golden Globe og Academy Award for Best Original Song og en Grammy Award for Bedste duet. Filmen fik i 2004 en efterfølger Dirty Dancing: Havana Nights, som også optrådte som teaterversion, som havde udsolgte forestillinger i Australien, Europa, og Nordamerika og med planer om at starte op på Broadway.

## Historie
I sommeren 1963, er den 17-årige Frances "Baby" Houseman fra New York på ferie med sin velhavende familie på feriestedet Kellerman's. Hun planlægger at gå på Mount Holyoke College for at studere økonomi i underudviklede lande og derefter melde sig ind i Fredskorpset. Hun er navngivet efter Frances Perkins, den første kvinde i det amerikanske senat. Hendes far, Jake, er Max Kellermans (ejeren af feriestedet) læge.
På åbningsaftenen på feriestedet er der dansebal, hvor Baby, imens hun danser med ejerens søn, Neil Kellerman, for første gang ser den flotte danser Johnny og hans dansepartner Penny danse. En aften, hvor Baby er ude og gå en tur, ender hun med at hjælpe en tjener med at bære en vandmeloner op til personalets område, hvor hun for første gang ser denne "dirty dancing" (mambo) og til hendes overraskelse kommer Johnny hen og forsøger at lære hende at danse mambo. 
En anden aften, hvor Baby er ude med Neil, opdager Baby Penny sidde og græde, og Baby skynder sig at hente Johnny. Det viser sig at Penny er blevet gravid med en af tjenerne på stedet, Robbie Gould, en skørtejæger, der også dater Babys søster, Lisa. Penny har ikke råd til en abort, da Robbie nægter sin medvirken til hendes graviditet, og hun vil kun modvilligt modtage pengene, som Baby låner af sin far. Johnny får dog Penny overbevist om at tage pengene, men så opstår et andet problem: aborten skal foretages samme dag, som Penny og Johnny har en meget vigtig optræden på det nærliggende Sheldrakehotel, hvorved Penny ikke vil kunne deltage. Baby bliver nu foreslået at træde til som afløser for Penny og det ender med at Johnny går med til det. 
Baby og Johnny indleder nu et intensivt træningsprogram, som også betyder at de langsomt bliver mere og mere tiltrukket af hinanden. Ugen efter er showet på Sheldrake, som går overraskende godt, trods det at de ikke gennemfører dansens klimatiske løft, da Baby er for nervøs. Da de vender tilbage til Kellerman's, får de at vide at Pennys abort blev udført med beskidte redskaber og at hun ligger i sin seng med store smerter. Baby henter sin far, som straks hjælper Penny, men som tror at Johnny er skyld i Pennys graviditet og derfor forbyder Baby at have noget med ham og hans venner at gøre. Jake indser nu at pengene var til Pennys abort og han bliver vred over at Baby løj for ham. Trods dette, sniger Baby sig samme aften ud og tager hen til Johnny, hvor hun tilbringer natten. 
Samtidig med at Baby den næste morgen tager hjem til morgenmad, ser en velhavende kvinde, som Johnny har afslået i at dyrke sex med pga. Baby, der tilsyneladende har tilbragt natten hos en ansat, Baby og Johnny og hun går til Max og får Johnny anklaget for at stå bag pungetyverier på feriestedet den pågældende nat. Da Baby til morgenmaden får dette at vide, fortæller hun, at hun tilbragte natten hos Johnny, så han kan undgå at blive fyret, og hun foreslår i stedet et ældre ægtepar, som kunne stå bag. Johnny mister anklagen imod sig, men bliver fyret alligevel, da han har været sammen med en af feriestedets gæster. Trods hans fyring tilgiver han Baby, da hun fortæller ham at hun kun afslørede sig selv for at hjælpe ham, noget som Johnny aldrig har oplevet nogen har gjort for ham. 
Den sidste aften på Kellermans er der en stor afslutningsfest og konkurrence, hvor bl.a. Lisa stiller op. Man ser først, hvordan Jake går hen til Robbie for at give ham en check til hans studie, da Jake tror at Robbie har tænkt sig at gifte sig med Lisa. Robbie får så afsløret at han var skyld i Pennys graviditet og Jake vender sig med checken om i vrede og går, idet han indser at Johnny var uden skyld. 
Netop som showet begynder træder Johnny ind og går hen til Baby og siger: "Nobody puts Baby in the corner" (da: Ingen sætter Baby i hjørnet) og tager hende med op på scenen. Som traditionen tro, vil Johnny have lov til at danse sæsonens sidste dans og han og Baby giver sig til at danse dansen, som de har øvet sig på. Midt i dansen hopper Johnny ned på gulvet, laver lidt solodans og byder resten af dansepersonalet op. Han vender sig om, og Baby hopper ned på gulvet, løber hen og de udfører det klimatiske løft, som de ellers aldrig har udført før. Publikum bryder ud i klapsalver og gulvet forvandles til et dansegulv.   

## Skuespillere
- Jennifer Grey : Frances "Baby" Houseman,
- Patrick Swayze : Johnny Castle
- Jerry Orbach : Dr. Jake Houseman
- Kelly Bishop : Marjorie Houseman
- Jane Brucker : Lisa Houseman
- Cynthia Rhodes : Penny Johnson
- Jack Weston : Max Kellerman
- Max Cantor : Robbie Gould
- Lonny Price : Neil Kellerman
- Charles Coles : Tito Suarez
- Neal Jones : Billy Kostecki

## Produktion

### Forberedelserne
Dirty Dancing er i store træk baseret på filmmanuskriptforfatteren Eleanor Bergsteins egen barndom og opvækst: hun er den yngste datter af en jødisk læge fra New York, der tilbragte sin somre med sin familie i Catskills-bjergene, som deltog i "Dirty Dancing"-konkurrencer og som også kaldte sig selv "Baby", da hun var yngre. I 1980 skrev Bergstein og filmmanuskriptet til Michael Douglas-filmen It's My Turn. Her valgte producerne at klippe en erotiske dansescene ud fra skriptet, til Bergsteins forfærdelse. Hun udtænkte nu en ny historie, med et næsten eksklusivt fokus på dans. I 1984 videregav hun ideen til MGM-direktøren Eileen Miselle, som kunne lide ideen og gik sammen med Bergstein og producer Linda Gottlieb. De valgte at filmen skulle foregå i 1963 med karakteren Baby baseret på Bergsteins eget liv, og med karakteren Johnny baseret på historierne om Michael Terrace, en danseinstruktør, som Bergstein mødte i Catskills i 1985, da hun lavede research til historien. Hun færdiggjorde skriptet i november 1985, men efter MGM besluttede at skriptet skulle igennem en bearbejdningsproces, valgte Bergstein at sende skriptet rundt til andre selskabet. Hun blev dog hele tiden afslået indtil hun nåede til Austin Furst, direktør for Vestron Pictures, et nyt filmselskab i Century City. Vestrons vicedirektør Mitchell Cannold kunne godt lide historien, da han også som barn havde tilbragt noget af sin barndom hos Catskills. Direktøren og vicedirektøren gik med til at søge efter finansiering af filmen, hvis en passende instruktør ville blive hyret. Gottlieb og Bergstein valgte Emile Ardolino, havde vundet en Academy Award i kategorien "Documentary Feature i 1983 for dokumentaren He Makes Me Feel Like Dancin'. Ardolino havde aldrig instrueret en spillefilm, men var så ekstremt passioneret omkring projektet, at han sendte en besked fra, hvor han havde en plads blandt juryen, hvor han insisterede på at han ville være det bedste valg som instruktør. Filmen blev godkendt og fik tilegnet et relativt lavt budget på omkring 20 mio. kroner, set i forhold til tiden, hvor et gennemsnitligt budget lå på omkring 60 mio. kroner.
Til stillingen som koregraf, valgte Bergstein Kenny Ortega, som havde trænet den legendariske danser Gene Kelly. Da de ikke kunne finde et passende lokation til at optage filmen i Catskills-området, da mange af feriestederne var blevet lukket ned, valgte de at lave en kombination af to lokatiner: Lake Lure i North Carolina og Mountain Lake Hotel i Virginia, som med med omhyggelig klipning ville få det til at se ud, som filmen var optaget det samme sted.

### Casting
Instruktør Ardolino var urokkelig i sin mening om at de udvalgte dansere også skulle kunne spille skuespil, da han ikke ønskede at bruge en "stand-in" til dansescenerne, som var blevet brugt til dansefilmen Flashdance fra 1983. I rollen som den kvindelige hovedrolle Frances "Baby" Houseman, valgte Bergstein den 26-årige Jennifer Grey, datter af den Oscar-vindende skuespillere og danser Joel Grey fra filmen Cabaret (1972), som ligesom sin far, også var en erfaren danser. De søgte nu en mandlige hovedrolle, som oprindeligt skulle have været den 20-årige Billy Zane, som havde det ønskede fysiske udseend (da den oprindelige Johnny-karakter skulle have italienske aner og en mørk eksotisk udseend), men hans danseevner, da han blev sat sammen med Grey, levede slet ikke op til forventningerne. Den næste mulige Johnny Castle var den 34-årige Patrick Swayze, som var blevet bemærket for hans roller i The Outsiders og Red Dawn, hvor han i den sidstnævnte også havde medvirket med Grey. Han var en meget erfaren danser med erfaringer fra Joffrey Ballet. Producerne var helt vilde med ham, men hans agent var imod ideen. Trods dette, valgte han at læse skriptet, og endte med at kunne lide den mangesidede Johnny og valgte at give rollen til Swayze alligevel – man ændrede det nu til Johnny nu i stedet for italienske aner, havde irske aner. Grey var tilfreds med valget af Johnny, da hun og Swayze havde haft problemer med at være sammen under optagelserne til Red Dawn. De formåede, efter deres første møde til optagelserne at finde en måde at arbejde sammen på, og da de skulle øve deres dansescene var kemien mellem dem tydeligt – Bergstein beskrev den som "betagende".
Andre castinger Jerry Orbach som Dr. Jake Houseman, Babys far; og Jane Brucker som Lisa Houseman, hendes storesøster. Bergstein forsøgte også at caste hendes ven, sexologen Dr. Ruth Westheimer til at spille Mrs. Schumacher og Joel Grey som hendes mand. Men da Westheimer fandt ud af hun skulle spille en tyv, afslog hun rollen. Rollen gik i stedet til den 79-årige Paula Trueman, og Grey fik ikke rollen. Rollen som Babys mor var oprindeligt givet til Lynn Lipton, som ses kort i begyndelsen af filmen, da hele Houseman-familien ankommer til Kellerman's i bil (hun sidder på forsædet i et par sekunder), men hun blev syg den første uge af optagelserne og blev erstattet af skuespillerinden Kelly Bishop, som allerede havde fået rollen som Vivian Pressman, den meget sexede hotelgæst. Bishop flyttede ind i rollen som Mrs. Houseman og filmens assisterende koregrat Miranda Garrison fik rollen som Vivian.

### Optagelse
Den stramme tidsplan tillod kun 2 ugers øvning og 44 dages optagelser, da sommeren allerede var ved at være forbi i 1986. Skuespillerne blev på det samme hotel, Mountain Lake Resort i Pembroke, Virginia og øvningerne udviklede sig hurtigt til diskofester, hvor næsten alle arbejdere og skuespillere på settet var involveret. Hotellet hedder nu Mountain Lake Hotel og tilbyder "Dirty Dancing weekends." Danseriet og drikkeriet fortsatte næsten non-stop, hvilket også gjorde det muligt for hovedrollerne, Grey og Swayse, at finde deres karakteres identiteter. Bergstein brugte også disse muligheder og opfordrede skuespillerne til at improvisere i deres scener. Hun opbyggede også den seksuelle spænding ved at sige at uanset, hvor intimt eller tillokkende dansetrinene måtte være, så måtte ingen af danserne have nogen form for fysisk kontakt med hinanden de næste seks måneder.
Optagelserne begyndte den 5. september 1986, og led meget under vejret, der kunne skifte fra øsende regn til smeltende hede. Udendørstemperaturen kunne være omkring 40 grader Celsius og med de nødvendige kameraer og lysudstyr kunne temperaturen stige til omkring 50 grader Celsius. Ifølge koregrafen Kenny Ortega besvimede 10 personer på én dag inden for 25 minutter under en optagelse. Den ældre Paula Trueman kollapsede også og var bragt til den lokale skadestue, hvor hun blev behandlet for dehydrering. Patrick Swayze var også en tur på hospitalet, da han efter at have insisteret på at udføre et af sine egne stunts, da han gentagne gange faldt ned fra træstammen i "balance"-scenen og skadede hans knæ så slemt at han var nødt til at have fjernet væske fra knæet, da der var tale om en alvorlig hævelse.
Forsinkelser i optagelsestidsplanen trak ud til efteråret, hvilket nødsagede dekoratorerne til at spraymale efterårsbladene grønne. Det usamarbejdsvillige vejr tog også en anden drejning, da den trykkende hede forsvandt og temperaturen faldt til omkring 4 grader Celsius, som forårsagede kølige forhold til den berømte svømmescene i oktober. Skuespillerne var iført varme jakker, handsker og støvler, og Swayze og Grey var nødt til at træde i let sommertøj, selvom de hele tiden skulle ned i det kolde. Grunden til at man ikke ser nogen nærbilleder af de to parter i vandet, skyldes at deres læber var helt blå, fordi vandet var så koldet. Trods Greys karakters glæde, har Grey sener beskrevet vandet som "grusomt" kold, og at hun gik ned i det vand, fordi hun var "ung og sulten".
Forholdet mellem de to hovedroller varierede gennem hele produktionen. De havde allerede problemer under optagelserne til deres tidligere projekt Red Dawn. De forsøgte at arbejde sig nok ud af problemerne til at have overvejende positive prøveoptagelser, men det oprindelige samarbejde forsvandt snart og de skændtes næsten inden hver scene. Der kom nu bekymringer blandt produktionscrewet, da parternes fjendskab måske kunne påvirke optagelserne til sexscenerne. For at undgå dette tvang Bergstein og Ardolino parterne til at gense deres første dansescener med den "betagende" kemi. Dette havde den ønskede effekt, og Swayze og Grey vendte tilbage til optagelserne med fornyet energi og entusiasme.
Instruktør Ardolino opfordrede skuespillerne til at improvisere og lod ofte kameraerne køre, selvom skuespillerne var "off script". Et eksempel fra dette er scenen, hvor Swayze skal lade sin hånd glide ned langs Greys arm, der ligger om hans hals. Selvom scenen var skrevet til at være seriøs og intens, var Grey udmattet og fandt Swayzes berøring kildende og kunne ikke lade være med at grine, hver gang Swyze forsøgte, og uanset hvor mange gange Ardolino bad om en ny optagelse. Swayze var så utålmodig omkring at få scenen i kassen og fandt Greys opførsel irriterende, at selvom det til sidst lykkedes, så besluttede Ardolino at indsætte de "mislykkede" scener ind i den færdige film med Greys fnisen og Swayzes irriteret udtryk. Det er blevet en af filmen mest berømte scene og som Kenny Ortega udtrykker det, "som et de mest delikate og mest ærlige øjeblikke i filmen."

## Priser
| År   | Pris                                   | Kategori                                                                                                 | Modtager(e)                                                                   | Resultat  |
| ---- | -------------------------------------- | --- | ----------------------------------------------------------------------------- | --------- |
| 1987 | Jupiter Award                          | Best International Film                                                                                  | Emile Ardolino                                                                | Vundet    |
| 1988 | Academy Awards                         | Best Music, Original Song For "(I've Had) The Time Of My Life"                                           | Franke Previte (musik/tekster) John DeNicola (musik) Donald Markowitz (musik) | Vundet    |
| 1988 | Golden Globes                          | Best Original Song - Motion Picture For "(I've Had) The Time Of My Life"                                 | Franke Previte John DeNicola Donald Markowitz                                 | Vundet    |
| 1988 | Golden Globes                          | Best Motion Picture - Comedy or Musical                                                                  |                                                                               | Nomineret |
| 1988 | Golden Globes                          | Best Performance by an Actress in a Motion Picture - Comedy or Musical                                   | Jennifer Grey                                                                 | Nomineret |
| 1988 | Golden Globes                          | Best Performance by an Actor in a Motion Picture - Comedy or Musical                                     | Patrick Swayze                                                                | Nomineret |
| 1988 | Film Independent Spirit Awards         | Best First Feature                                                                                       | Emile Ardolino (instruktør) Linda Gottlieb (producer)                         | Vundet    |
| 1988 | Grammy Awards                          | Best Song Written Specifically for a Motion Picture or Television - For "(I've Had) The Time Of My Life" | Franke Previte John DeNicola Donald Markowitz                                 | Nomineret |
| 1988 | Kids' Choice Awards                    | Favorite Movie Actor                                                                                     | Patrick Swayze                                                                | Nomineret |
| 1988 | Amanda Awards                          | Best Foreign Feature Film (Årets utenlandske spillefilm)                                                 | Emile Ardolino                                                                | Vundet    |
| 1989 | ASCAP Film and Television Music Awards | Most Performed Songs from Motion Pictures - For "Hungry Eyes"                                            | John DeNicola Franke Previte                                                  | Vundet    |
| 1989 | ASCAP Film and Television Music Awards | Most Performed Songs from Motion Pictures - For (I've Had) The Time Of My Life"                          | John DeNicola Donald Markowitz Franke Previte                                 | Vundet    |